# صدمات متعددة
الصدمات المتعددة أو الصدمة الكُبرى (Polytrauma) هو مصطلح طبي يصف حالة الشخص الذي تعرض لعدة إصابات (صدمات) كإصابة خطيرة في الرأس بالإضافة إلى الحروق الخطيرة. حيث تم تعريف المصطلح على أنه أي حالة ذات درجة خطورة الإصابة  تساوي أو أكبر من 16. حيث صار المصطلح يستخدم عادة  من قبل أطباء الجيش الأمريكي في وصف الجنود ا المصابين بجروح خطيرة بعد عودتهم من حرب العراق و عملية الحرية الدائمة (أفغانستان). ويعتبر المصطلح عام إلا أنه تم استخدامه لفترة طويلة لوصف أي حالة ذات إصابات متعددة.